# Aphroditella alta
Aphroditella alta är en ringmaskart som först beskrevs av Johan Gustaf Hjalmar Kinberg 1855.  Aphroditella alta ingår i släktet Aphroditella och familjen Aphroditidae. Inga underarter finns listade i Catalogue of Life.